# Mirlande Manigat
Mirlande Manigat nasceu em 1940 em Miragoâne na parte ocidental do Haiti. Estudou ciências sociais na École Normale Supérieure, da Universidade do Haiti. Ela é bacharel em história na Sorbonne, em Paris e tem diploma em Relações Internacionais no Instituto de Estudos Políticos de Paris. Em 1968, ela defendeu seu doutorado em ciência política na Sorbonne.

## Biografia
Após a formatura, ele começou o trabalho científico, primeiramente no Centro de Relações Internacionais (CERI) e sendo associada com ao Centro Nacional de Investigação Científica de Paris (1970-1974), depois trabalhou no Instituto de Relações Internacionais na Universidade das Índias Ocidentais, em Trinidad (1974-1978), na Universidade Simón Bolívar, em Caracas (1978-1986) e na Academia Militar e Academia Nacional de Diplomáticas e Consulares no Haiti. 
Em 1999 tornou-se professora de direito constitucional na Universidade de Quisqueya no Haiti, e nos anos subseqüentes foi professora da Faculdade de Direito e Ciências Políticas do Haiti, e vice-reitora para a investigação, desenvolvimento institucional e cooperação internacional. Ela é autora de publicações e livros sobre relações internacionais, ciência política e direito constitucional. Ela é membro da Agência Universitária da Francofonia.
Em agosto de 2007, foi nomeado Secretária Geral do partido político des Rassemblement Démocrates Progressistes Nationaux (RDNP). Fez parte do Senado haitiano. Foi candidata à presidência do Haiti na eleição presidencial de seu país em 2010, tendo vencido o 1o turno, com 31,37% dos votos, mas acabou sendo derrotada no 2o turno por Michel Martelly, o atual presidente, obtendo desta vez 31,74% dos sufrágios.
Mirlande Manigat em 1971, casou-se com Leslie Manigat, presidente do Haiti de fevereiro a junho de 1988. Juntos, eles têm uma filha.